# My Life with the Thrill Kill Kult
My Life with the Thrill Kill Kult (сокращается до Thrill Kill Kult и TKK; в переводе с англ. — «Моя жизнь с культом убийств ради возбуждения») — американская электроник-рок-группа, основанная Груви Манном и Баззом Маккоем в 1987 году в городе Чикаго (штат Иллинойс); как основные авторы песен и продюсеры Манн и Маккой остаются постоянными членами группы на протяжении всей её истории.
В самом начале деятельности группа стала известна как одни из популяризаторов «индустриальной» музыки — хотя в последующий период звучание становится более диско-ориентированным — и одновременно как объект нападок проконсервативной общественности за использование в комическом ключе тем религии и секса. В начале 1990-х годов TKK отметились рядом хитов в американских чартах «альтернативной» и танцевальной музыки; некоторые песни TKK вошли в саундтреки нескольких кинофильмов, а в 1994 году группа появилась в фильме «Ворон». В 2012 году группа отметила своё 25-летие.

## Студийные альбомы
- I See Good Spirits and I See Bad Spirits (1988)
- Kooler Than Jesus (1989)
- Confessions of a Knife... (1990)
- Sexplosion! (1991)
- 13 Above the Night (1993)
- Hit & Run Holiday (1995)
- A Crime for All Seasons (1997)
- The Reincarnation of Luna (2001)
- Gay, Black and Married (2005)
- The Filthiest Show in Town (2007)
- Death Threat (2009)
- Spooky Tricks (2014)